# Annabelle 3. – Hazatérés
Az Annabelle 3. – Hazatérés egy 2019-es amerikai misztikus horror, amelyet Gary Dauberman rendezett. A főszerepben Mckenna Grace, Patrick Wilson és Vera Farmiga látható. A film folytatása a 2014-ben bemutatott  Annabelle-nek és a 2017-ben bemutatott Annabelle 2. – A teremtésnek, egyúttal a hetedik darabja a Démonok között-sorozatnak.   
A film forgatókönyvét Gary Dauberman írta, producere James Wan és Peter Safran. 
Az Annabelle 3. – Hazatérést a Warner Bros. és a New Line Cinema forgalmazásában 2019. június 26-án mutatták be az Egyesült Államokban, míg Magyarországon egy nappal később, 2019. június 27-én az InterCom Zrt. forgalmazásában. 
A film vegyes kritikát kapott, világszerte 226 millió dolláros bevételre szert téve.

## Cselekmény
1971-ben Ed és Lorraine Warren démonológusok Debbie és Camilla kérésére hazaviszik az Annabelle-babát. A babában lakozó szellem megtámadja Edet mikor hazaérnek, de túléli az esetet, és Annabelle-t a szentelt üvegdobozba zárják a házaspár külön erre a célra használt termében. Gordon atya ekkor megáldja a babát, hogy az ártó démon bezárva maradjon.
Egy évvel később a Warren házaspár Mary Ellenre bízza lányuk, Judy felügyeletét, amíg ők elutaznak, egy másik ügyet kivizsgálni. Az iskolában Judy látja a papot, aki elkezdi őt követni. Eközben Mary Ellen barátja szupermarketjében vásárol, majd Judy születésnapjára kezd sütni. A bébiszitter barátnője, Daniela hívatlanul érkezik a Warren házaspár otthonába. A lány régóta szeretné felvenni a kapcsolatot elhunyt édesapja szellemével és kíváncsiságában, valamint vágyakozásában felkutatja az ártó démonokat fogva tartó szobát. 
A szobában, amelynek kulcsát Ed Warren irodájában talál meg, sorban fedezi fel és érinti meg a titokzatos mágikus tárgyakat. Édesapjával Mourner karkötőjének segítségével akarja felvenni a kapcsolatot. Annabelle üvegszekrényét véletlenül nyitja ki, ezt követően pedig elszabadul a terror a házban. Bee Mullins szelleme ugyan pillanatnyilag meggátolja Daniela további meggondolatlan cselekedeteit, de az éjszaka Annabelle segítségével több, addig fogvatartott szellem – Kharón, Oni és a Gévaudan-i fenevad – is kiszabadul. Mary Ellent Kharón támadja meg, míg Judy Annabelle-lel kerül szembe a a hálószobájában. Mikor Daniela visszatér a terembe, hogy bezárja azt, csapdába kerül.  
Daniela, Mary Ellen és Judy több látomásnak van kitéve az őket terrorizáló Annabelle és többi démon által és mivel a baba szelleme irányítja a többi démont is, csak úgy vethetnek véget a borzalmaknak, ha Annabelle-t sikerül újra a elszentelt üvegdobozba zárni. Danielát megtámadja a Menyasszony szelleme, de Judy és Mary Ellen megtalálják a babát.Végül a három lány szerencsével jár, ahogy Annabelle visszakerül az üvegdoboz mögé, a többi démon is megszűnik zavarogni a házban, a szellemek nyugovóra térnek. 
Másnap reggel Ed és Lorraine visszatér, és a trió beszámol nekik a küzdelmükről. Végül Daniela elnézést kért Lorraine-től, de ő tudja, hogy minden abból adódott, hogy a lány fel akarta venni a kapcsolatot édesapja szellemével. Végül mindketten csatlakoznak a születésnapját ünneplő Judy és barátainak társaságához. 

## Szereplők
| Szereplő          | Színész            | Magyar hang        |
| ----------------- | ------------------ | ------------------ |
| Judy Warren       | Mckenna Grace      | Kobela Kíra        |
| Mary Ellen        | Madison Iseman     | Gáspár Kata        |
| Daniela Rios      | Katie Sarife       | Mikecz Estilla     |
| Ed Warren         | Patrick Wilson     | Széles Tamás       |
| Lorraine Warren   | Vera Farmiga       | Bertalan Ágnes     |
| Bob Palmeri       | Michael Cimino     | Jéger Zsombor      |
| Mr. Palmeri       | Paul Dean          | Holl Nándor        |
| Gordon atya       | Steve Coulter      | Orosz István       |
| Anthony Rios      | Luca Luhan         | Kretz Boldizsár    |
| Mr. Rios          | Anthony Wemmys     |                    |
| Mrs. Faley        | Alison White       | Menszátor Magdolna |
| Thomas            | Stephen Blackehart |                    |
| Annabelle démonja | Alexander Ward     |                    |

## Háttér és forgatás
2018. április elején Warner Bros. bejelentette, hogy elkészíti az Annabelle-sorozat harmadik részét is, a bemutató céldátumának pedig 2019. július 3-át jelölte meg az akkor még címtelen alkotásnak. Ugyanebben a hónapban bejelentették, hogy a film egy másik epizódjában már közreműködő Gary Dauberman aláírta szerződését és ő lett a rendezője az Annabelle 3-nak. A mű történetét Dauberman és James Wan, forgatókönyvét pedig ez alapján Dauberman írta. James Wan Peter Safrannal együtt dolgozva a projektben mint producer működött közre.
A 2018-as San Diegóbasn rendezett Comic-Con-on James Wan és Peter Safran elmondta, hogy a film eseményei az Annabelle után veszik fel a fonalat, és a babára fókuszálnának, miután a Warren házaspár házában kialakított múzeum üvegdobozába zárták. Gary Dauberman ezt később megerősítette azzal, hogy a film röviddel a Démonok között-sorozatnak a kezdete után játszódik és új karakterekkel, valamint számos, a franchise első részének eseménye előtti titokról is felfedi az igazságot.
2018. szeptember 5-én Michael Burgess-t szerződtették a film operatőrének. 2019. március 30-án Kirk Morri is csatlakozott a stábhoz.
2018. szeptember végén szerződtették Mckenna Grace-t Judy Warren, a Warren házaspár 10 éves lányának szerepére, Madison Iseman pedig Judy tizenéves babysitterének szerepét kapta meg. Októberre Katie Sarife is csatlakozott a színészekhez, és még abban a hónapban bejelentették, hogy a Warren házaspárt Patrick Wilson és Vera Farmiga alakítja.
2018. október 17-én kezdődött Los Angelesben a film forgatása, 2018. december 7-én Patrick Wilson bejelentette, hogy befejezte jeleneteinek forgatását. 2018. december 14-én hivatalosan is befejezték a film forgatását, 2019 februárjában pedig hivatalossá vált, hogy a film zenéjét a Démonok között-sorozat több részében – Démonok között, Démonok között 2., Annabelle, A gyászoló asszony átka –  is közreműködő Joseph Bishara szerzi.

## Marketing
2019. március 15-én a New Line Cinema kiadott egy közleményt, amelyben bejelentette a film hivatalos címét. Az első előzetes 2019. március 30-án, a második 2019. május 28-án jelent meg.

## Forgalomba hozatal
Annabelle 3. – Hazatérést az Amerikai Egyesült Államokban 2019. június 26-án mutatták be a mozikban Warner Bros. és a New Line Cinema forgalmazásában. Eredetileg 2019. július 3-án került volna a mozikba, de a dátumot később kétszer is megváltoztatták. A filmet a készítői a 2019 áprilisában elhunyt Lorraine Warren emlékének ajánlották.

## Fogadtatás

### Bevételek
A film a nyitóhétvégéjén 31,2 millió dollár bevételt ért el az Egyesült Államokban és Kanadában, míg az egész világon összességében 76,2 millió dollárt termelt.
3587 moziban vetítették az Egyesült Államokban és Kanadában a bruttó 30-35 dolláros bevételt hozó filmet, amely a költségvetési adatok szerint a harmadik legsikeresebb film a franchise alkotásai közül.

### Kritikai visszhang
A Rotten Tomatoes honlapján a film a 116 kritikus véleménye alapján 70%-os értékelést kapott, ami 6,04/10 pontozást és átlagos besorolást jelent. A webhely kritikus konszenzusa így szólt: "A rajongók számára is szórakoztató, még ha nem is olyan ijesztő, mint néhány elődje, Annabelle 3. azt sugallja, hogy még mindig van élet a franchise-ban."
A súlyozott átlagolást alkalmazó Metacritic a kritikusok véleménye alapján a 100-ból 53-as pontszámot adott a filmnek, ami "vegyes vagy átlagos értékelést" jelent.
A CinemaScore által megkérdezett közönség átlagértékű "B" értéket adott a filmnek A + F skálán, míg a PostTrak átlagértéke 2,5 volt az 5 csillagból.